# 3-я Красногвардейская улица
Тре́тья Красногварде́йская у́лица — улица в центре Москвы на Пресне между Красногвардейским бульваром и улицей Антонова-Овсеенко.

## Происхождение названия
Названа в 1929 году в честь Красной гвардии — первых регулярных воинских формирований после Октябрьской революции. До этого — 3-я Тестовская (из бывших пяти Тестовских улиц), по Тестовскому посёлку, в котором находилась.

## Описание
Третья Красногвардейская улица начинается от Красногвардейского бульвара, проходит на запад параллельно Шмитовскому проезду, пересекает Стрельбищенский переулок и выходит на улицу Антонова-Овсеенко.

## Здания и сооружения
По нечётной стороне:
- № 1 — родильный дом № 32.
- № 3 — Жилой комплекс «Трианон» (2004—2006, архитекторы А. Боков, С. Романов, А. Бакалягин и другие)[1].

По чётной стороне:
- № 4 — Центр восстановительного лечения для детей № 4.